# الرابطة النرويجية لحقوق المرأة
الرابطة النرويجية لحقوق المرأة (إن كي إف) هي منظمة حقوق النساء والفتيات الأقدم والأبرز في النرويج. تأسست إن كي إف عام 1884، وهي أقدم منظمة سياسية في النرويج بعد الحزب الليبرالي وواحدة من أقدم منظمات حقوق المرأة في العالم. إن كي إف تعني النسوية الليبرالية الشاملة والتقدمية وتعمل «على تعزيز المساواة بين الجنسين وحقوق الإنسان للنساء والفتيات من خلال الإصلاح السياسي والقانوني في إطار الديمقراطية الليبرالية». تهدف إن كي إف إلى تمثيل مصالح جميع الأشخاص الذين يعرفون أنفسهم على أنهم نساء وفتيات، وكان لها دور مركزي في اعتماد جميع التشريعات والإصلاحات الرئيسية للمساواة بين الجنسين منذ عام 1884. تماشيًا مع موقفها النسوي الليبرالي، ترى إن كي إف أن النضال من أجل حقوق المرأة مطابق للنضال من أجل المساواة بين الجنسين. على غرار المنظمات الشقيقة مثل جمعية المرأة الدنماركية وجمعية حقوق المرأة الأيسلندية تعتمد إن كي إف نهج تقاطع أشكال التميز (النسوية التقاطعية) وتدعم أيضًا الحماية القانونية ضد التمييز على أساس التوجه الجنسي، والهوية الجنسية، والتعبير الجنساني. كانت إن كي إف مفتوحة دائمًا لجميع الأشخاص بغض النظر عن الجنس، وكان العديد من قادة الجمعية الأوائل من الرجال. كما أن الجمعية على مستوى وطني بالإضافة لوجود فروع إقليمية تقع في المدن الكبرى، ويقودها مجلس تنفيذي على المستوى الوطني.
تأسست إن كي إف بمبادرة من جينا كروغ وهاجبارت بيرنر من قبل 171 امرأة ورجل بارزين من المؤسسة الليبرالية التقدمية، بما في ذلك خمسة رؤساء وزراء نرويجيين، وصُممت على غرار أسلاف رابطة الناخبات في الولايات المتحدة. مبدأها الأساسي هو تمتع جميع النساء والفتيات بشكل كامل ومتساوي بحقوق الإنسان، وتعمل على النهوض بحقوق المرأة السياسية، والاجتماعية، والاقتصادية في النرويج وعلى الصعيد الدولي. منذ السنوات الأولى، عملت الجمعية على إدخال النساء في التيار السياسي الرئيسي. تقليديًا أهم اتحاد للحركة النسائية البرجوازية الليبرالية النرويجية والمرتبط تاريخيًا بالحزب الليبرالي، إن كي إف هو تحالف خيمة كبير يضم أعضاء من يسار الوسط إلى يمين الوسط. لطالما كانت الجمعية أهم منظمة نسوية ليبرالية (أو سائدة) في النرويج، وقامت بحملة ناجحة من أجل حق المرأة في التعليم، والحق في التصويت، والحق في العمل، واعتماد قانون المساواة بين الجنسين لعام 1978، وإنشاء ما هو الآن ديوان المظالم المعني بالمساواة بين الجنسين ومناهضة التمييز. بناءً على طلب إن كي إف، أصبحت النرويج أول دولة مستقلة في العالم تقدم حق المرأة في الاقتراع في عام 1913.
تماشيًا مع جذورها في الموجة الأولى من النسوية الليبرالية في القرن التاسع عشر، بقي الإصلاح السياسي والقانوني التركيز الأساسي، وركزت دائمًا على الضغط على الهيئات الحكومية بطريقة مهنية. ونتيجة لتركيزها على الإصلاح القانوني، اجتذبت الجمعية دائما العديد من المحامين وغيرهم من الأكاديميين. لأعضاء إن كي إف أدوار رئيسية في تطوير الجهاز الحكومي والتشريعات المتعلقة بالمساواة بين الجنسين في النرويج. خلال سبعينيات القرن العشرين، «تبنت الحكومة النرويجية أيديولوجية المساواة الخاصة بأن كي إف»، كما وُصف التقليد النسوي لأن كي إف بأنه نسوية الدولة في النرويج – وهو مصطلح صاغته عضو إن كي إف هيلغا هيرنز – بسبب الدعم الحكومي الذي تمتعت به. وابتداء من رئاسة إيفا كولستاد، ركز الصندوق منذ عام 1956 تركيزًا قويًا على الأمم المتحدة، وعين أعضاء إن كي إف في هيئات الأمم المتحدة الرئيسية، بما في ذلك لجنة الأمم المتحدة المعنية بوضع المرأة ولجنة القضاء على جميع أشكال التمييز ضد المرأة. ولا تزال اتفاقية القضاء على جميع أشكال التمييز ضد المرأة تشكل محور تركيز هام من جانب إن كي إف.